# Carcharhinus porosus
Carcharhinus porosus là một loài cá mập trong chi Carcharhinus. Loài cá này phân bố ở phía tây Đại Tây Dương, từ phía bắc Vịnh Mexico tới miền nam Brazil. Nó sống ở vùng nước nông gần bờ, đặc biệt là trong đáy bùn xung quanh cửa sông. Nó có xu hướng bơi thấp trong cột nước.